# تقاطع كارليوفا الثلاثي

تقاطع كارليوفا الثلاثي عند تقاطع أخطاء الشرق والأناضول الشمالية

تقاطع كارليوفا الثلاثي هو تقاطع ثلاثي جيولوجي يتكون من ثلاثة صفائح تكتونية : الصفيحة الأناضولية والصفيحة العربية والصفيحة الأوراسية.
يتواجد تقاطع كارليوفا الثلاثي حيث يتقاطع فالق شمال الأناضول المتجه من الشرق إلى الغرب مع فالق شرق الأناضول القادم من الجنوب الغربي. بما أن كل ذراع من التقاطع هو فالق تحويلي (F) ، فإن تقاطع كارليوفا الثلاثي هو تقاطع من النوع FFF.

## أنظر أيضًا
- تقاطع مرعش الثلاثي